# Bellardia fengehengensis
Bellardia fengehengensis är en tvåvingeart som beskrevs av Chen 1979. Bellardia fengehengensis ingår i släktet Bellardia och familjen spyflugor. Inga underarter finns listade i Catalogue of Life.